# Lansac (Alti Pirenei)
Lansac è un comune francese di 152 abitanti situato nel dipartimento degli Alti Pirenei nella regione dell'Occitania.

## Società

### Evoluzione demografica
Abitanti censiti